# Arletta Duncan
Arletta Duncan (New Orleans, 13 december 1914 – Santa Ana, 28 oktober 1985) was een Amerikaanse actrice. Tussen 1931 en 1937 verscheen ze in elf films.